# Ceryx burgeffi
Ceryx burgeffi är en fjärilsart som beskrevs av Obraztsov 1949. Ceryx burgeffi ingår i släktet Ceryx och familjen björnspinnare. Inga underarter finns listade i Catalogue of Life.